# Бульонский замок

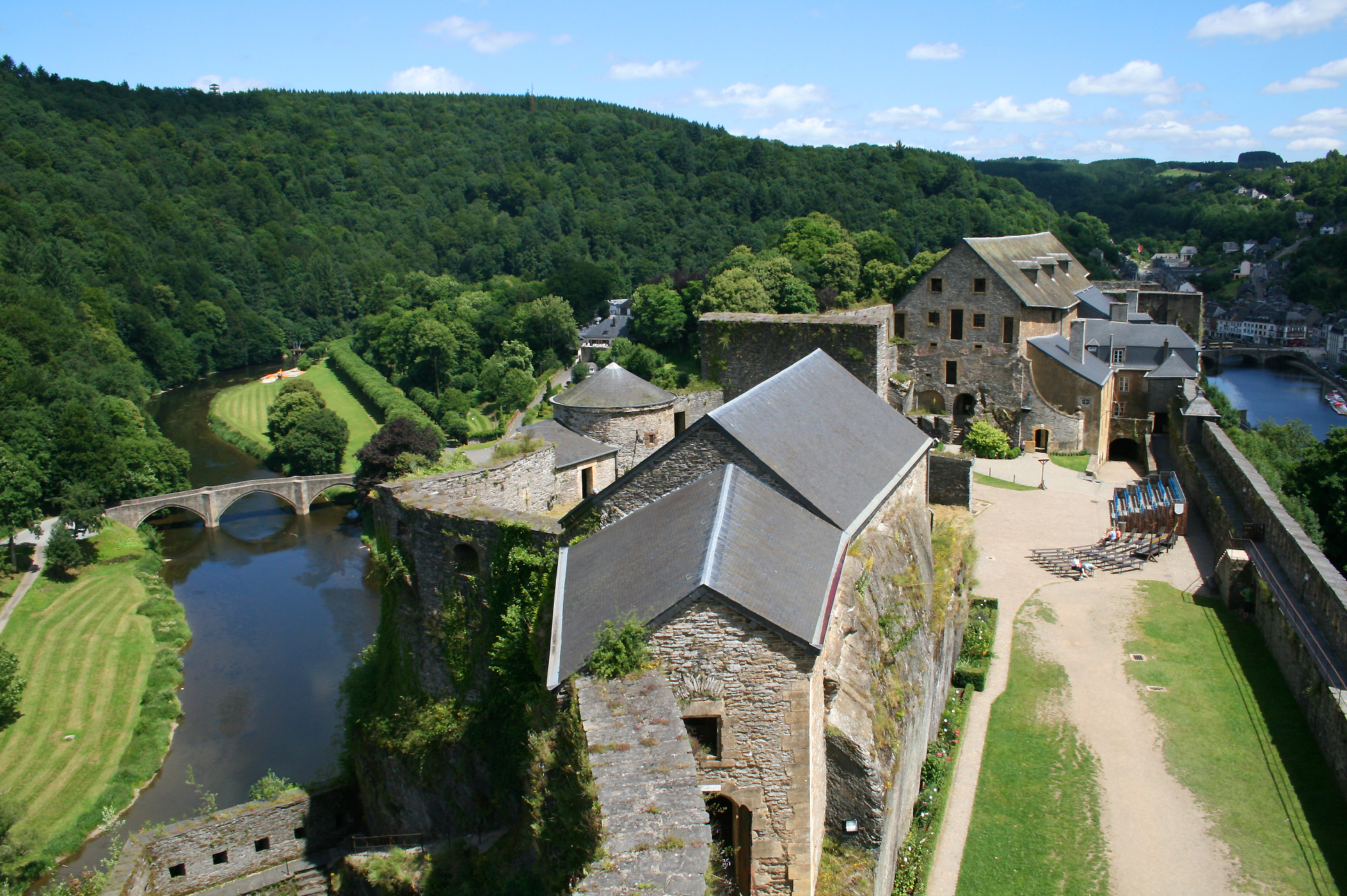

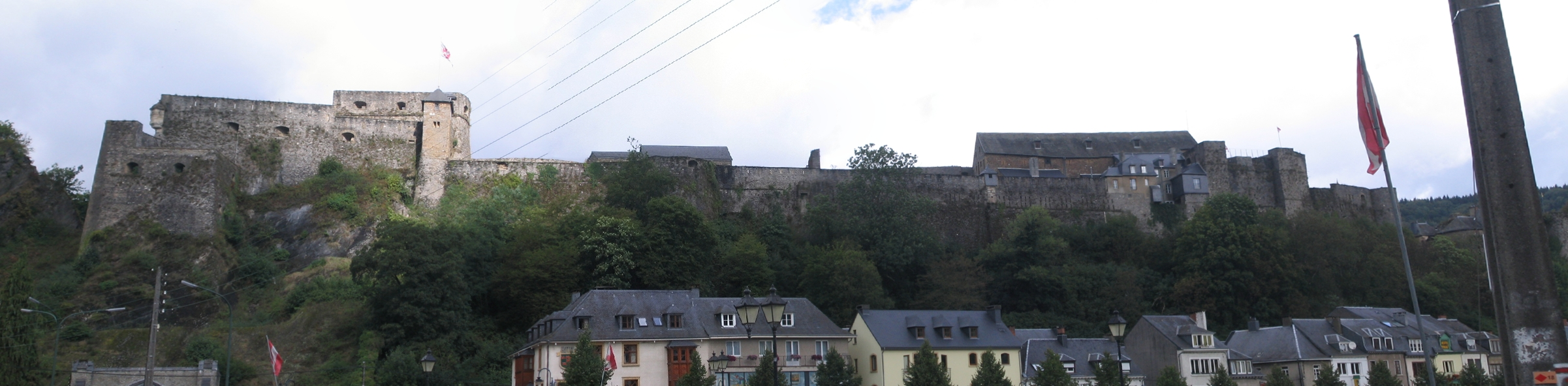

Бульонский замок (фр. Château de Bouillon, нем. Burg Bouillon) — средневековый замок в Арденнах, построенный над бельгийским городом Буйон (Бульон), на реке Семуа.

## История
Точное время возникновения замка на этом месте не установлено — известно лишь, что укрепление было возведено в XI веке, в XVII-м оно было реконструировано в современную для того времени крепость. Бульонский замок был возведён между 1050 и 1067 годами Лотарингским герцогом Готфридом II на стратегически важном пути из Реймса через Льеж в Ахен, соединявшем Верхнюю и Нижнюю Лютарингии. В дальнейшем замок закреплялся за Арденнским домом. В 1096 году Бульонский замок был заложен Готфридом V Бульонским епископу Отберту Льежскому с целью получения средств для участия в Первом крестовом походе. После этого Бульон длительное время принадлежал Льежской епархии. В 1134 году замок захватил Раймон де Бар, но вскоре вернул его епископу. В 1330 году феодальное владение Бульон получило статус герцогства.
В 1420 году Бульонский замок попал во владение аристократического рода Де-Ла-Марк-Аренберг, хотя формально и оставался собственностью льежских епископов. В 1482 году Марк-Аренбергам удалось закрепить за собой юридически владение и замок, однако в 1521 году император Карл V вернул их епископам. С 1548 года замком и герцогством вновь управляли Марк-Аренберги. После бракосочетания Шарлотты де ла Марк и Анри де Ла-Тур-д’Овернь Бульон перешёл к фамилии Ла-Тур-д’Овернь. В 1672 году замок был в течение 20 дней осаждаем французскими войсками короля Людовика XIV и затем взят. В 1678 году он был вновь передан семейству Ла-Тур-д’Овернь, однако с 1693 года взят под королевскую опеку. После этого Бульонский замок был перестроен известным французским военным архитектором Себастьеном де Вобаном, создавшем здесь современную крепость с артиллерийскими гнёздами. С 1795 года герцогство Бульонское и крепость официально перешли к Франции. После окончания наполеоновских войн (в 1815 году) они были включены в Нидерландское королевство, а после Бельгийской революции 1830 года оказались в Бельгии. После этого крепость ещё некоторое время использовалась по прямому назначению. Во время франко-прусской войны в 1870 году здесь размещался немецкий военный госпиталь. В настоящее время Бульонская крепость — одна из крупных туристических целей Бельгии.

## Описание
Бульонский замок (крепость) состоит ныне из трёх частей, связанных между собой мостами. Особенно интересен двойной транспортный мост, переброшенный над двумя вырубленными в скале угловыми рвами. Сохранились также готические постройки, относящиеся к XIII столетию.